# José Moura Nunes da Cruz
José Moura Nunes da Cruz GCC (Vila Velha de Ródão, Vila Velha de Ródão, 1936-23 de setembro de 2019). Foi um jurista português, presidente do Supremo Tribunal de Justiça de 2005 a 2006.

## Carreira
Licenciou-se em 1959 na Faculdade de Direito da Universidade de Lisboa.
- Foi subdelegado do Procurador da República em Castelo Branco e Delegado do Procurador da República em Castelo de Vide, Santo Tirso e Setúbal.
- Foi Juiz de Direito em Cabeceiras de Basto, Nisa, Vila Nova de Ourém e Covilhã, Juiz Presidente do Círculo da Covilhã e Juiz do Tribunal de Execução das Penas de Lisboa.
- Foi Juiz Desembargador no Tribunal da Relação de Coimbra.
- Juiz Conselheiro do Supremo Tribunal de Justiça desde 1994.
- Grã-Cruz da Ordem Militar de Cristo (24 de Julho de 2006).[2]